# Micrathena cicuta
Micrathena cicuta är en spindelart som beskrevs av Gonzaga och Santos 2004. Micrathena cicuta ingår i släktet Micrathena och familjen hjulspindlar. Inga underarter finns listade i Catalogue of Life.